# Mireille Maroger
Œuvres principales
Le Bagne
Mireille Maroger est une journaliste, avocate, et écrivaine française engagée contre le bagne.  

## Biographie
Mireille Maroger naît le 28 septembre 1908 à Ambatolampy (Madagascar) et meurt le 21 octobre 1937 à Rabat au Maroc. Née d'un père pasteur de confession protestante, elle termine ses études en optant pour une carrière d'avocate à la Cour d'appel de Paris. Elle est également secrétaire à la conférence des avocats. 
Elle s'improvise journaliste après son voyage de noces dans les Caraïbes et l'Amérique latine en 1935 où elle s'intéresse de près à l'univers carcéral notamment au travers du bagne de Guyane. Elle s'inspire d'ailleurs d'Albert Londres pour écrire ses travaux. Elle publie de nombreux articles dans Le Journal et est par la suite accusée de diffamation. Il n'y a cependant aucun procès à cause d'une loi d'amnistie.
Malgré le brillant avenir qui lui est destiné, elle connaît une fin tragique à ses 29 ans lors d'un accident d'avion alors qu'elle entreprenait une randonnée aérienne le 21 octobre 1937 au Maroc.

## Activités
Mireille Maroger est une personnalité atypique qui n'hésite pas à prendre des risques. Elle exerce le métier d'avocat alors que quelques années auparavant cela était interdit aux femmes jusqu'à ce que la loi Viviani soit voté en 1906.
Le 29 juin 1935, elle apparaît dans Le Journal après avoir participé à une course d'automobile féminine.

## Publications
C'est en menant une enquête sponsorisée par Le Petit Journal qu'elle écrit Le Bagne, publié en 1937. Cette œuvre a pour objectif de dénoncer les horreurs du bagne ainsi que les mauvaises conditions de vie des bagnards. Malgré la plume journalistique de l'auteur, l'on mettra très vite cet ouvrage en relation avec le récit de voyage.  

### Le bagne
Le Bagne est le fruit d'une enquête de Mireille Maroger lors des voyages qu'elle effectue en Amérique latine et dans les Caraïbes. Sa préface est écrite par Jean-Charles Channel et Louis Rousseau. Le livre est publié en 1937 par le éditions Denoël. Cet ouvrage a pour objectif de dénoncer les injustices du bagne, la perversion ainsi que les persécutions subit par les bagnards. Mireille Maroger met également en cause le système colonial au travers de son écriture.
Elle est citée dans de nombreux articles pour son œuvre : 
- Un paragraphe lui est consacré dans l'article : « Bagnards, “arabes” et porte-clefs en Guyane : Naissance et usages d’un rôle pénal et colonial (1869-1938) », où elle parle d'une certaine association nord-africaine[11]. Dans ce même article sera révélé son processus de questionnement, ainsi que ses intérêts pour les « porte-clefs » dans les bagnes.
- Dans son œuvre Des hommes et des bagnes[12], Léon Collin cite Mireille Maroger en reprenant l'une de ses phrases : « De ce paradis les hommes ont fait un enfer[13] ».